# Pamela Pereira
Pamela Pereira Fernández es una abogada chilena, destacada por haber sido defensora, en numerosas causas, de víctimas de violaciones a los Derechos Humanos cometidas durante la dictadura militar de Augusto Pinochet (1973-1990). Su propio padre, Andrés Pereira Salberg, fue detenido y desaparecido el 16 de octubre de 1973 por efectivos del Ejército de Chile.
Pereira estudió Derecho en la Universidad de Chile, y ha ejercido como profesora de Clínicas jurídicas en la Facultad de Derecho de dicha cada de estudios (desde 1994), y de Derecho penal en la Universidad Andrés Bello. Conformó la Mesa de Diálogo sobre Derechos Humanos entre 1999 y 2000. Actualmente integra la Unidad de Corte de la Defensoría Penal Pública de Chile. En enero de 2010 fue designada por el Senado para integrar el Consejo Directivo del Instituto Nacional de Derechos Humanos de Chile.
Es militante del Partido Socialista de Chile.